# Arabisk biätare
Arabisk biätare (Merops cyanophrys) är en fågel i familjen biätare inom ordningen praktfåglar förekommande huvudsakligen på Arabiska halvön. Den betraktades tidigare som del av grön dvärgbiätare (Merops orientalis) – ett taxon som idag delats upp i tre arter.

## Utseende och läten
Arabisk biätare är mycket lik sina nära släktingar sahelbiätare (Merops viridissimus) och orientbiätare (Merops orientalis) och dessa tre behandlades tidigare som en och samma art, under namnet grön dvärgbiätare. De är alla små med en längd på 17–18 cm, övervägande gröna biätare med svart ögonbrynsstreck och ett svart band mellan bröst och strupe. Arabisk biätare skiljer sig dock från de två andra genom att ha mycket korta förlänga centrala stjärtfjädrar, medan själva stjärten är tydligt längre. Den har lysande blå i panna, ögonbrynsstreck och strupe, och den nedre delen av buken är blåare. Vidare är det svarta bröstbandet bredare och mer diffust. Inga skillnader i läten från orientbiätare har noterats.

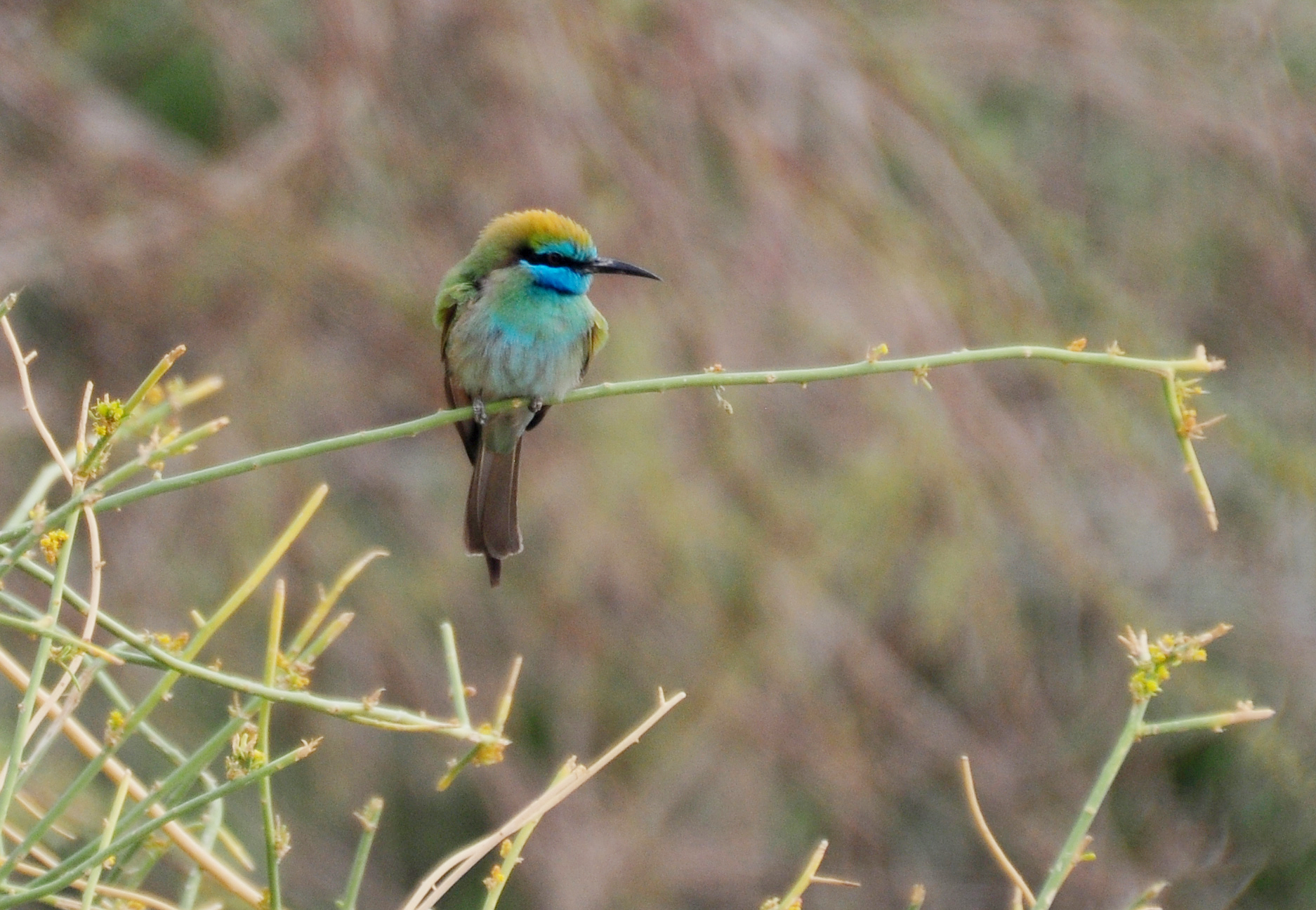
Arabisk biätare i Ein Gedi, Israel.

## Utbredning och systematik
Fågeln delas in i två underarter med följande utbredning:
- Merops cyanophrys cyanophrys – södra Israel, västra Jordanien samt Arabiska halvöns västra och södra kust
- Merops cyanophrys muscatensis – centrala Arabiska platån och östra Arabiska halvön (östra Jemen till Oman och Förenade Arabemiraten

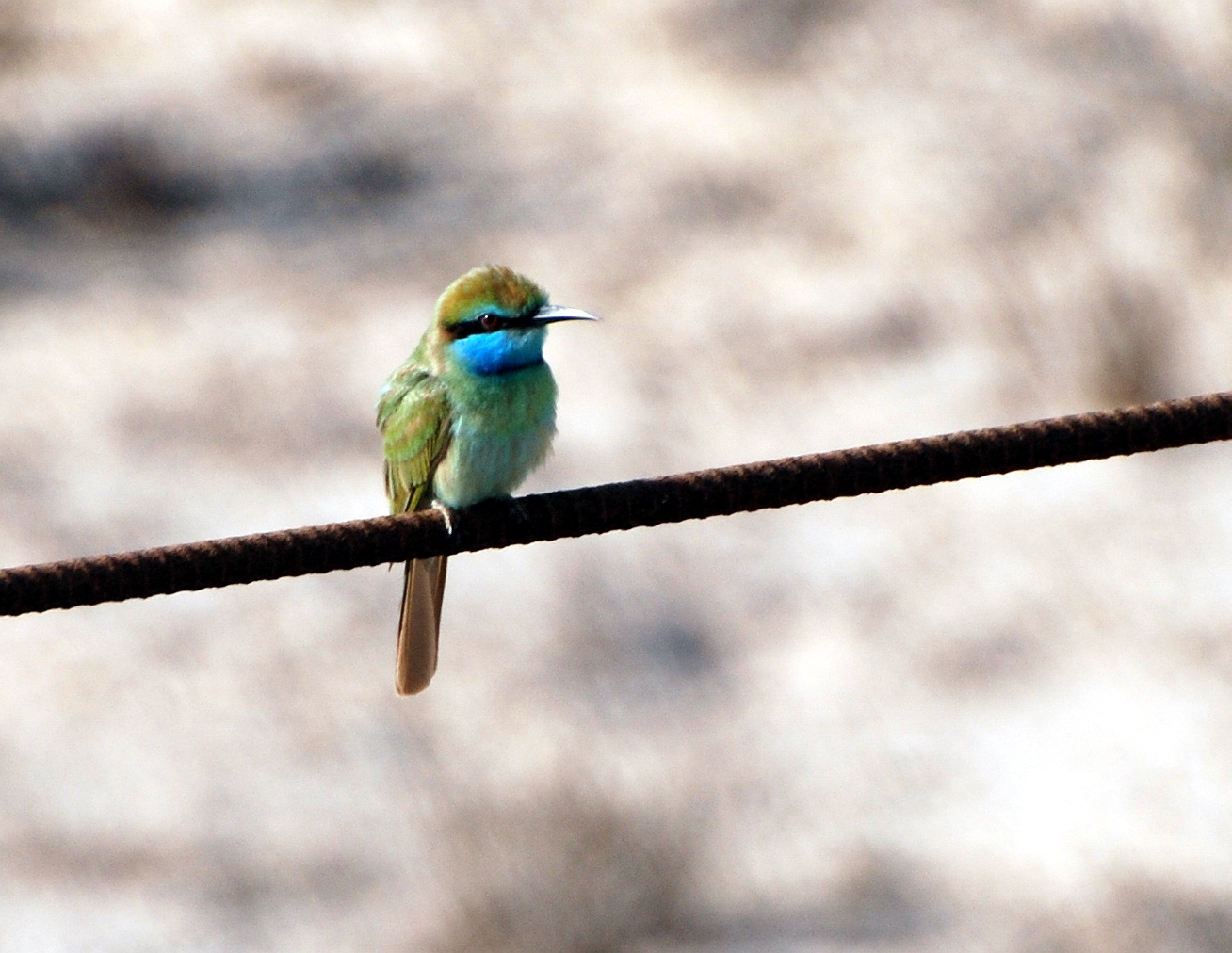
Underarten muscatensis i Dubai.

Tillfälligt har fågeln observerats i Irak, Qatar och Bahrain.

### Artstatus
Arten ansågs tidigare ofta vara en del av grön dvärgbiätare (Merops orientalis). 2014 delades denna dock upp i tre skilda arter av Birdlife International och IUCN på basis av avvikande utseende: arabisk biätare, sahelbiätare (M. viridissimus) i Afrika och asiatiska orientbiätare (Merops orientalis i begränsad mening). Sedan 2021 urskiljs dessa även som egna arter av tongivande International Ornithological Congress (IOC) och Clements et al följde efter 2022 och BirdLife Sverige 2024.

## Levnadssätt
Arabisk biätare bebor öppet landskap med träd, som halvöken, wadis och jordbruksbygd. Födan omfattar bin, getingar, flugor, fjärilar, fästingar, vandringsgräshoppor, skalbaggar och trollsländor. Den lägger ägg mellan mars och maj, tillfälligtvis i juli, medan utgrävning av boet har noterats i november och december.

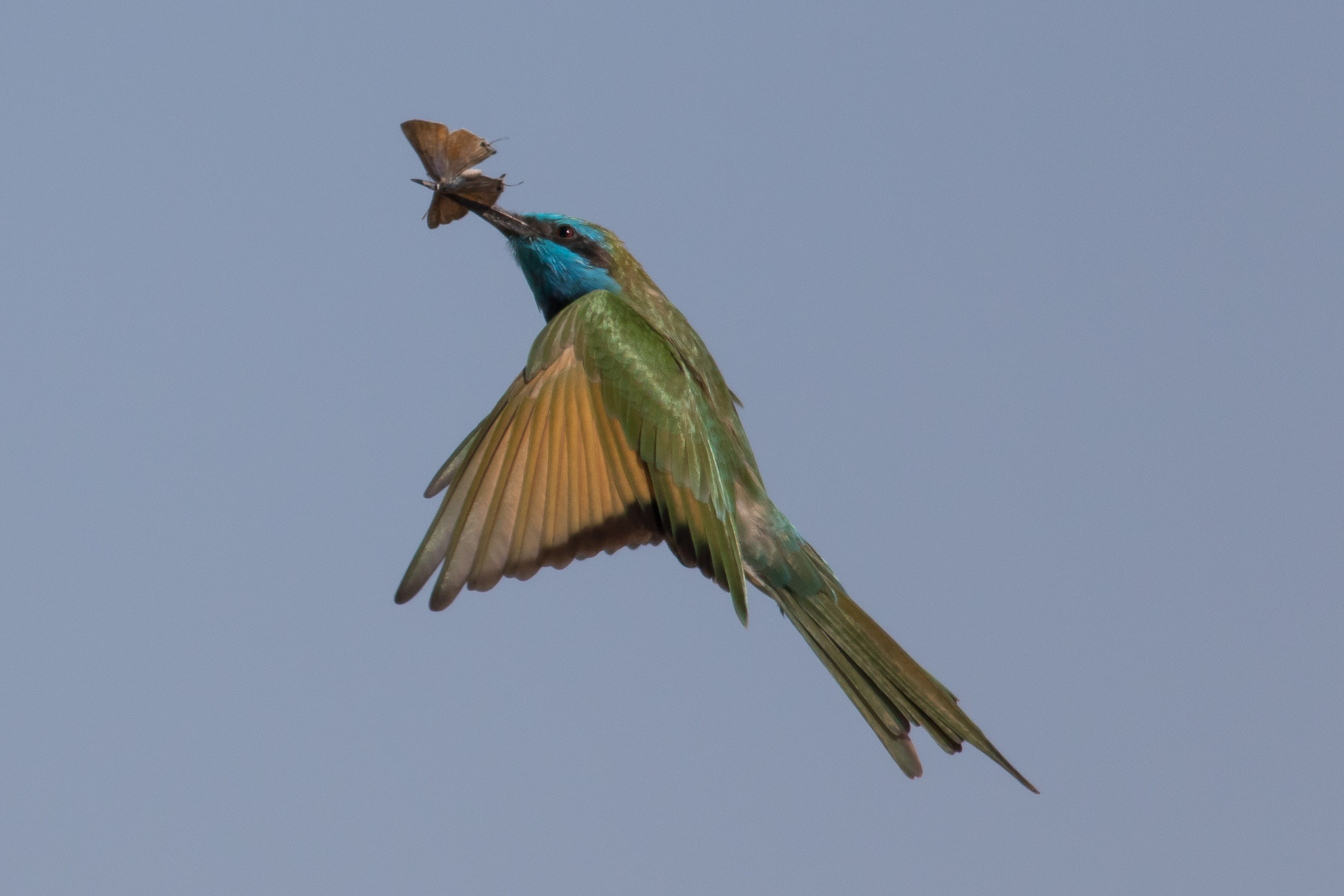

## Status och hot
Arten har ett stort utbredningsområde och en stor population, och tros öka i antal. Utifrån dessa kriterier kategoriserar internationella naturvårdsunionen IUCN arten som livskraftig (LC).